# SN 2004ei
SN 2004ei – supernowa typu II odkryta 8 września 2004 roku w galaktyce UGC 2817. W momencie odkrycia miała maksymalną jasność 17,90m.